# ハイスクールQ 〜ニュースを学ぶクイズ〜
『ハイスクールQ〜ニュースを学ぶクイズ〜』（ハイスクールQ ニュースをまなぶクイズ）は、BSテレ東（同年9月まではBSジャパン）で2018年4月8日より日曜日10時から10時30分まで放送されていたクイズ番組。2019年9月29日放送終了。

## 概要
週替わりの時事問題をクイズにして出題し、高校生に答えさせ、正解発表時に時事解説する。

## 出演者

### 司会者
- 浜田敏彰
- 磯山さやか（2019年5月12日放送分から）

### 出題担当・ナレーション
- 前田真理子（テレビ東京アナウンサー）

### 主な解答者
解答者全員は放送時点での現役高校生。
- 松城凜[2]
- 磯村ミラ[3]
- 武田勝斗[4]

### 過去の出演者
- 柳原可奈子 (司会者) - 2019年5月5日放送分まで

## 放送日程
| 回 | 放送日        | テーマ             |
| -- | ------------- | ------------------ |
| 1  | 2018年 4月8日 |                    |
| 2  | 4月15日       | 奨学金             |
| 3  | 4月22日       | 最新レジャー事情   |
| 4  | 4月29日       | 日本国憲法         |
| 5  | 5月6日        | 宇宙ビジネス       |
| 6  | 5月13日       | 仕事と子育ての両立 |
| 7  | 5月20日       | 日本の空港         |
| 8  | 5月27日       | 街角大人検定       |
| 9  | 6月3日        | 日本の農業         |
| 10 | 6月10日       | 訪日外国人         |
| 11 | 6月17日       | 知的財産権         |
| 12 | 6月24日       | 街角大人検定       |
| 13 | 7月1日        | 日米摩擦           |
| 14 | 7月8日        | 高校生と就職       |
| 15 | 7月15日       | 日本の漁業         |
| 16 | 7月22日       | 日本のエネルギー   |
| 17 | 7月29日       | 街角大人検定       |
| 18 | 8月5日        | 高速道路           |
| 19 | 8月12日       | 戦後復興           |
| 20 | 8月19日       | 東京再発見         |
| 21 | 9月2日        | 街角大人検定       |
| 22 | 9月9日        | 救急医療           |
| 23 | 9月16日       | シニア雇用         |
| 24 | 9月23日       | 動物愛護           |
| 25 | 9月30日       | 街角大人検定       |
| 26 | 10月7日       | 日本の治安         |
| 27 | 10月14日      | 日本の老舗         |
| 28 | 10月21日      | 日本食             |
| 29 | 10月28日      | 街角大人検定       |
| 30 | 11月4日       | トランプ大統領     |
| 31 | 11月11日      | リゾート列車の旅   |
| 32 | 11月18日      | アルバイト         |
| 33 | 11月25日      | 街角大人検定       |
| 34 | 12月2日       | eスポーツ          |
| 35 | 12月9日       | 日本の科学技術     |
| 36 | 12月16日      | 5G新時代           |
| 37 | 12月23日      | イベント商戦       |